# Rose (Italia)
Rose è un comune italiano di 4 135 abitanti della provincia di Cosenza in Calabria. Fu distrutto dai Greci nell'VIII secolo a.C..

## Geografia fisica
Il nucleo principale della cittadina si arrampica sulle ultime propaggini occidentali della Sila Grande, con notevole panorama sulla valle del Crati. Rose ha infatti un ampio territorio che si estende dalla valle del fiume Crati fino a Varco San Mauro: 1192 metri sul livello del mare. Il territorio montano sopra i 900 m, ricco di pinete, costituisce l'ambiente ideale per la produzione di funghi. Sul resto del territorio vi sono diversi insediamenti produttivi di olio, vino, castagne e fichi (è soprattutto rinomato il vino della contrada Sovarette). Il territorio comunale ha un'altitudine minima di 122 m s.l.m. e una massima di 1395, mentre nel nucleo urbano principale la piazza più importante (piazza Gaetano Argento) sorge a 389 metri s.l.m. e la Casa comunale sorge a 423 metri s.l.m.

## Monumenti e luoghi d'interesse

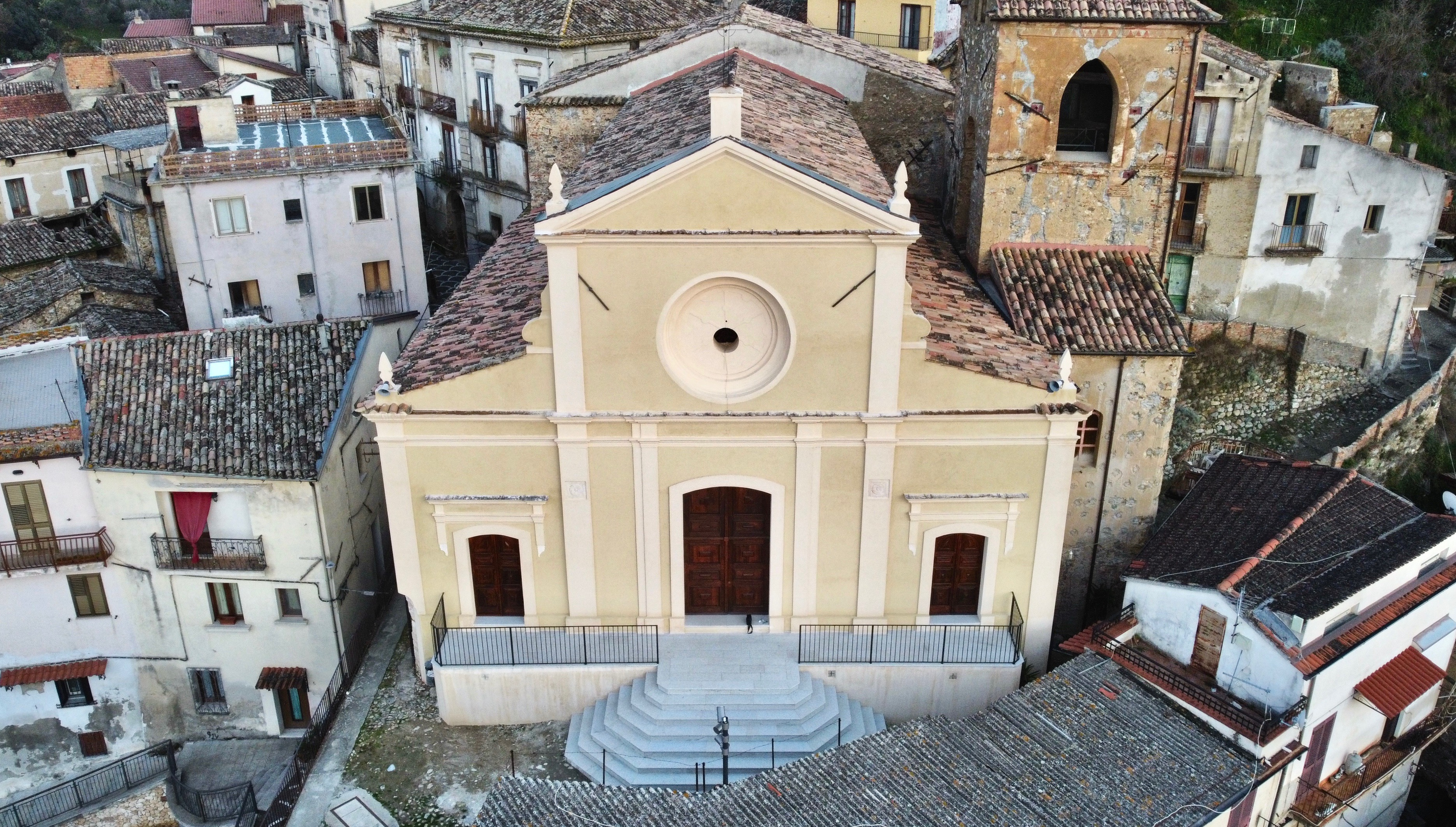
Chiesa Matrice di Santa Maria Assunta

- Chiesa Matrice di Santa Maria Assunta
- Chiesa Sant'Annunziata
- Chiesa Madonna delle Grazie
- Chiesa San Paolo Apostolo o Convento agostiniano
- Chiesa di San Floreano (Floriano) di Lorch
- Chiesa di San Mauro in Varco San Mauro
- Chiesa San Giovanni Bosco
- Chiesa Maria Santissima delle Nevi in Stio
- Chiesa Madonna di Loreto in Santicelli
- Castello Feudale

## Economia

### Produzione artigianale
Sul territorio è ancora presente l'attività artigianale: nel campo edilizio, del ferro battuto e del legno. L'artigiano ligneo ha sempre rappresentato il punto di forza della creatività rosetana, testimonianze di ciò restano nelle Chiese e nelle abitazioni. Famosa la produzione artigianale di maestro Luigino Viapiana, maestri Lorenzo e Antonio Viapiana, maestri Lorenzo e Vincenzo Infante, maestri Albino e Pasquale Petrone, maestri  Vinicio ed Emilio Bria.

## Amministrazione
| Periodo        | Periodo        | Primo cittadino  | Partito         | Carica  | Note     |
| -------------- | -------------- | ---------------- | --------------- | ------- | -------- |
| 23 Aprile 1995 | 12 Giugno 1999 | Mario Bria       | PDS             | Sindaco | Bria I   |
| 13 Giugno 1999 | 13 Giugno 2004 | Mario Bria       | Centro-Sinistra | Sindaco | Bria II  |
| 14 Giugno 2004 | 7 Giugno 2009  | Stefano Leone    | Lista Civica    | Sindaco | Leone I  |
| 7 Giugno 2009  | 25 Maggio 2014 | Stefano Leone    | Lista Civica    | Sindaco | Leone II |
| 26 Maggio 2014 | 26 Maggio 2019 | Mario Bria       | Indipendente    | Sindaco | Bria III |
| 27 Maggio 2019 | In Carica      | Roberto Barbieri | Lista Civica    | Sindaco |          |